# A repülő osztály (film, 1954)
A repülő osztály (Das fliegende Klassenzimmer)' egy 1954-ben bemutatott nyugatnémet fekete-fehér ifjúsági mozifilm, melyet Kurt Hoffmann rendezett, Erich Kästner 1933-as azonos című regényéből. A filmben maga az író is közreműködött, egyfelől a történet narrátoraként, másfelől szereplőként, önmagát, az írót alakítva. A cselekmény igen pontosan követi az eredeti regény történéseit, tükrözi az író üzenetét a barátságról, embertársaink tiszteletéről, és az összetartó közösség alkotó erejéről. A film a második világháború utáni évtized egyik legnépszerűbb filmalkotása lett. Az iskolásokat tizenéves gyermekszínészek (Peter Tost, Peter Kraus, Axel Arens, Michael Verhoeven), a felnőtt főszereplőket a háborús generáció ismert és népszerű filmszínészei (Paul Dahlke, Heliane Bei, Paul Klinger) alakították. A film ősbemutatóját 1954. szeptember 2-án tartották a müncheni UFA-mozihálózathoz tartozó Luitpold filmszínházban.

## Cselekmény
A bevezető jelenetben Erich Kästner író egy alpesi legelő közepén egy karácsonyi történet megírásán dolgozik, amelyet kiadója vár tőle. Hogy a téli történésekhez a rekkenő nyári melegben megfelelő ihletet nyerjen, időnként feltekint a Matterhorn hóborította csúcsaira. Mesélni kezdi a történetet, amely egy alpesi kisvárosban, Kirchberg játszódik, főszereplői a János Zsigmond fiú-gimnázium internátusának bentlakó tanulói.
Az iskolások készülnek A repülő osztály című karácsonyi színielőadásra, amelynek lényege, hogy a jövőben „a tanítás már helyi jellegű”, azaz az osztályok repülőgéppel mindig oda utaznak, ahol maga a tananyag látható. A szerepeket a tanulók játsszák. A színdarabot egy osztálytársuk, Johnny írta, aki egy alkalommal elmeséli élete szomorú történetét jóbarátjának, Martinnak. Szülei hároméves korában New Yorkban feltették őt egy Bremerhavenbe induló hajóra azzal, hogy brémai nagyszülei majd ért mennek. De senki sem jött, nagyszülei meghaltak, szüleinek címe hamis volt. A hajó kapitánya vette magához, ő neveli. A színdarab zenjét osztálytársuk, a muzsikus lelkű Ferdinánd szolgáltatja, aki ha tehetné, egész nap csak zongorázna.
A fiúk kedvenc nevelőtanára Dr. Johannes Bökh, akit „Justus”-nak (Igazságosnak) becéznek. Szemléletesen oktatja a földrajzot, a tanulók úgy érzik, mintha repülőgépről látnák az egész világot. Uli, a legkisebb úgy érzi, osztálytársai lenézik, mert nem elég bátor. A nagy és erős Mathias-szal (Matz-cal) barátkozik, aki jólelkű, lassúbb észjárású, és ökölvívónak készül. Uli a színdarabban kislányt alakít. Barátaival a helyi fodrásztól parókát bérelnek erre a célra. Uli titokban arra készül, hogy valami páratlanul nagy és merész tettet hajt végre, hogy kivívja osztálytársai elismerését. A fiúknak van egy felnőtt ismerősük, akiktől gyakran kérnek tanácsot és eligazítást. A férfi, egykor orvos, a város szélén, egy „Nemdohányzó” táblájú vasúti kocsiban lakik, ezért ezen a fiúk őt magát is e néven emlegetik.
A gimnazisták és a városi reáliskolások között hagyományos ellenségeskedés dúl, amelynek gyökerei évekkel korábban kezdődtek, amikor a gimnazisták letépték a reáliskolások csapatzászlóját. A reáliskolások elrabolják Rudi Kreuzkammot, a nyelv- és irodalom gimnáziumi tanárának fiát, aki az osztály dolgozatfüzeteit viszi éppen haza. A gimnazisták a Nemdohányzóhoz fordulnak tanácsért, aki felajánlja, hogy közvetít a hadviselők között. Mindkét fél követeket küld a játszótérre, a Nemdohányzó – a tömeges verekedést megelőzendő – azt javasolja, mindkét iskola állítson ki egy-egy bajnokot, akik megmérkőznek egymással. Ha a gimnazista győz, a reáliskolások elengedik Rudit és visszaszolgáltatják a dolgozatfüzeteket, Ha a reáliskolás győz, a gimnazisták írásban bocsánatot kérnek a csapatzászló eltulajdonításáért és megrongálásáért. A gimnazisták a keményöklű Matzot, a reáliskolások a hozzá hasonlóan tagbaszakadt Wawerkát állítják ki. A páros verekedésben Matz győz, a reáliskolások mégis megtagadják Rudi és a füzetek kiszolgáltatását. Az agyafúrt Johnny közben kinyomozza, hol tartják fogva Rudit, és Matz segítségével kiszabadítja. A dolgozatfüzeteket azonban a reáliskolások már elégették, a fiúk csak a hamvakat vihetik vissza Kreuzkamm tanár úrnak. 
A csata után a gimnazisták visszalógnak az internátusba, de egy felső tagozatos felügyelő, „a szép Teodor” elkapja és Justushoz viszi őket, engedély nélküli eltávozásért. A tanár csalódott, hogy a fiúknak nem volt bizalmuk elmondani a problémájukat. Ők elmondják, hogy azért nem kértek engedélyt, mert ha Justus megtagadja, akkor is menniük kellett volna, a tilalom ellenére. Ha pedig elengedi őket, baj esetén őt, a tanárt vonják felelősségre. Justus szobafogsággal bünteti őket, amelyet azonban a tanári szobában kell eltölteniük, tea és sütemény mellett. Justus történetet mesél egy fiúról, aki régen itt élt és tanult az internátusban. Engedély nélkül szökött ki, hogy beteg anyját meglátogassa. Elkapták, és fogdába zárták, de egy osztálytársa, jó barátja beült helyette a „karcerbe”, hogy a fiú ismét kiszökhessen anyjához. Az iskola után is szoros barátságban maradtak, aztán a másik fiú orvos lett, megnősült, de megözvegyült, a gyermeke is meghalt, és akkor eltűnt a városból, azóta nem tudnak róla. Az első fiú maga Justus volt. Hazafelé menet Johnny és Martin azon tanakodnak, vajon az eltűnt jóbarát nem azonos-e a Nemdohányzóval?
Johnny és Martin elvezetik Justust a Nemdohányzóhoz, akiben a tanár örömmel látja viszont régi, eltűnt jóbarátját, dr. Robert Uthofft orvost. Közben Uli, a legkisebb, akinek elege lett társai gúnyolódásából, bizonyítani akarja bátorságát, az összehívott osztályok előtt leugrik egy magas létráról és lábát töri. A fiúk a Nemdohányzót hívják segítségül, aki elsősegélyben részesíti és kórházba utalja. Este Justus igyekszik rávenni barátját, hagyjon fel a remete-élettel, és költözzön be az emberek közé. Segítségére van Beate nővér, aki rögtön megtetszik az orvosnak.
Rövidesen itt a karácsonyi szünet. A fiúk készülnek a hazautazásra. Csak Martin szomorú: szülei szegények, nem tudnak neki pénzt küldeni a hazaszóló vasúti jegyre, ezért itt marad az ünnepek alatt is. Közben a tornateremben nagy sikerrel megtartják A repülő osztály című színielődást, ahol tanárok és tanulók repülőgépen utaznak kontinensről kontinensre, a szemléltető tanórák az adott helyszíneken folynak. A kórházban fekvő Ulit egy másik kisfiúval helyettesítik.
Mindenki hazautazik. Justusnak faggatására Martin bevallja, hogy nincs pénze a hazaútra. A tanár rátukmálja az oda-vissza jegy árát, hangsúlyozva, hogy ez karácsonyi ajándék annak, mert ő is ajándékot kapott Martintól és Johnnytól, akik megtalálták elveszett jóbarátját. Martin szülei szomorú karácsonyra készülnek, de fiuk váratlan megérkezése megaranyozza az ünnepet. Justus a Nemdohányzóval, Beate nővérrel és Dr. Hartwig főtanácsossal töltik a szentestét. A tanácsos felajánlja a Nemdohányzónak az iskolaorvosi állást, a Beate nővérhez erősen vonzódó orvos el is fogadja azt.
A befejező keretjátékban ismét meleg nyár van. Az író egy vendéglő teraszán véletlenül összefut az oda betérő Johnnyval és nevelőapjával, a hajóskapitánnyal. Az író érdeklődik, mi újság az internátusban, mi történt ismerőseivel és „fiaival”? Johnny elmeséli, hogy Uli felgyógyult; Dr. Uthofft, a Nemdohányzó lett az új iskolaorvos, aki húsvétkor feleségül vette Beate nővért. Az író nem árulja el, honnan ismer mindenkit ilyen jól, de távozóban otthagy Johnnynak egy példányt A repülő osztály című könyvből, rajta a szerző neve, Erich Kästner mellé kézzel odaírva: „és Johnny Trotz”.

## Szereposztás
| Szerep                              | Színész                  | Magyar hangja (1. szinkron) |
| ----------------------------------- | ------------------------ | --------------------------- |
| Dr. Johann Bökh „Justus”, tanár     | Paul Dahlke              | Makay Sándor                |
| Beate nővér                         | Heliane Bei              | Györgyi Anna                |
| Robert Uthofft, a „Nemdohányzó”     | Paul Klinger             | Kristóf Tibor               |
| Dr. Hartwig orvos-főtanácsos        | Erich Ponto              | Komlós András               |
| Mathias „Matz” Selbmann, tanuló     | Bert Brandt              | Szuper Levente              |
| Uli von Simmern, tanuló             | Knut Mahlke              | Hermann György              |
| Kreuzkamm professzor, irodalomtanár | Bruno Hübner             | Izsóf Vilmos                |
| Rudi Kreuzkamm, tanuló              | Michael von Welser       | N/A                         |
| Krüger, fodrász                     | Rudolf Vogel             | Dobránszky Zoltán           |
| Martin Thaler, tanuló               | Peter Tost               | N/A                         |
| Martin apja                         | Willy Reichert           | Kun Vilmos                  |
| Martin anyja                        | Ruth Hausmeister         | Zsolnai Júlia               |
| Grünkern igazgató                   | Herbert Kroll            | Rosta Sándor                |
| Szerző, narrátor                    | Erich Kästner            | Fülöp Zsigmond              |
| Stadler úr                          | N/A                      | Bolba Tamás                 |
| Jonathan „Johnny” Trotz, tanuló     | Peter Kraus              | N/A                         |
| Egerland, tanuló                    | Bernhard von der Planitz | N/A                         |
| Wawerka, tanuló                     | Horst Dieter Braun       | N/A                         |
| A szép Theodor                      | Peter Vogel              | N/A                         |
| Hajóskapitány, Johnny nevelőapja    | Arno Ebert               | N/A                         |

- További magyar hangok: Berényi Attila, Garai Róbert, Laczay Bálint, ifj. Morassi László, Simonyi Balázs, Sugár Bertalan, Tóth Attila

## Gyártás
A filmet 1954 tavaszán forgatták Bavaria Filmgyár stúdiójában, a bajorországi Grünwald város Geiselgasteig nevű kerületében, valamint a Carlton Stúdióban, a müncheni Tulbeckstraßén. A külső felvételeket Ausztriában, a tiroli Kitzbühelben, Kufsteinben és a bajorországi Chiemgauban, a marquartsteini várban forgatták. Néhány belső jelenetet a marquartsteini állami iskola osztálytermeiben forgattak. A záró jelenetet, ahol Kästner találkozik Johnnyval és a hajóskapitánnyal, a müncheni Hofgarten parkban vették fel, a háttérben a Theatinusok temploma (Theatinerkirche) látható.
A film zenéjét Hans-Martin Majewski komponálta, a visszatérő dallamot a Raisner-trió játssza szájharmonikán. A zenekarra hangszerelt részeket a kor ismert és népszerű német együttese, a Kurt Graunke-zenekar játssza. Peter Kraus, későbbi sikeres énekes, első filmszerepében itt debütált.

## Irodalmi háttér
A filmet Erich Kästner A repülő osztály című, 1933-ban megjelent ifjúsági regényéből készült, forgatókönyvét maga Kästner írta. Az író emellett személyesen meg is jelenik a filmben, egyrészt mesélőként, másrészt önmagát, a regényírót alakítva. Az 1954-es film a regény első megvalósult megfilmesítése, és az egyetlen, mely Kästner életében készült. Ez a film igen pontosan követi az eredeti regény cselekményét és az író szemléletét. A későbbi megfilmesítések (1973, 2003) sokkal lazábban kezelték a történet szálait, körülményeit, a szereplők karakterét.
Az eredeti regény 1933-ban, röviddel a nemzetiszocialisták hatalomra kerülése után jelent meg. Kästner már tárgyalásban állt az UFA filmgyárral a regény megfilmesítéséről, de a terv akkor meghiúsult, mert a filmgyár nem vállalta a kockázatot, hogy olyan íróval dolgozzék együtt, akire a nácik rossz szemmel néznek. A regény humanizmust hirdető szellemisége, a kisemberek gondján, baján segíteni akarása ellentétes volt az új hatalom erőt és kíméletlenséget dicsőítő irányvonalával. A film szereplőit nem egy kemény kezű központi egyéniség irányítja, hanem kisemberek egymást segítve keresik a választ életük kérdéseire. Ez nem vonzotta a korabeli nézőközönséget.

## Későbbi megfilmesítések
- A repülő osztály (film, 1973), rendezte Werner Jacobs.
- A repülő osztály (film, 2003), rendezte Tomy Wigand

## További információ
- A repülő osztály az Internetes Szinkronadatbázisban (magyarul)
- A repülő osztály az Internet Movie Database-ben (angolul)
- A repülő osztály a Box Office Mojón (angolul)
- Das fliegende Klassenzimmer (1954) (német nyelven). Filmdienst.de (Portal für Kino und Filmkultur)
- Das fliegende Klassenzimmer (francia nyelven). AlloCiné (allociné.fr)